# Jordan McLean
Jordan McLean (* 24. April 1974 in New Rochelle) ist ein US-amerikanischer Jazz- und Soulmusiker (Komponist, Trompeter, Bandleader) und Musikpädagoge.

## Leben und Wirken
McLean schloss sein Kompositionsstudium an der State University of New York, Purchase, summa cum laude ab und wirkt dort als nebenamtlicher  Professor für Musikwissenschaft. Er ist Trompeter der Studiomusiker-Gruppe Antibalas und arbeitete mit Musikern wie TV on the Radio, Medeski, Martin & Wood, The Roots, Public Enemy, Paul Simon und Angélique Kidjo (auf ihrem mit einem Grammy ausgezeichneten Album Djin Djin) zusammen. Mit dem Choreographen Bill T. Jones realisierte er als Komponist und Arrangeur die Broadway-Produktion FELA!. Weiterhin dirigierte er als Gast das Orchestra of Our Time.
Als Bandleader nahm er mit der Gruppe Fire of Space (mit den Klarinettisten, Flötisten und Saxophonisten Stuart Bogie und Colin Stetson, dem Posaunisten Aaron Johnson, dem Keyboarder Shoko Nagai und dem Perkussionisten Geoff Mann) zwei Alben auf: Age of Epoch und Handbasket. An letzterem wirkten zusätzlich der Oboist und Fagottist Michael Herbst, der Saxophonist Martin Pema und der Kontrabassist Thomas Abbs mit. Zum Repertoire der Gruppe gehören neben traditioneller indischer und türkische Musik Originalkompositionen McLeans.
Mit dem Piano Music and Song Trio, dem die Pianistin Derin Oge und die Cellistin Anneke Schaul-Yoder angehören, spielt McLean neben eigenen Werken Kompositionen von Charles Ives, Samuel Barber und Federico Mompou, Alte Musik sowie sibirische und türkische Volksmusik. Mit dem Trio nahm er bislang ein Album auf. Mit dem Schlagzeuger Amir Ziv bildet McLean das experimentelle Duo droid, das u. a. mit dem Keyboarder Adam Holzman auftrat. Mit Ziv produzierte er das 2014 erschienene Album New Vocabulary, das Material von Sessions mit dem Saxophonisten Ornette Coleman enthält und dessen durch Coleman nicht freigegebene Veröffentlichung 2015 Gegenstand eines Rechtsstreits wurde.